# 오타테촌
오타테촌(大舘村)은 1956년까지 후쿠시마현 소마군에 있던 촌이다. 1956년 9월 30일 오타테촌, 이소촌 등 2개 촌이 합병하여 이타테촌이 신설되고 폐지되었다. 이타테촌 오쿠라, 사스, 쿠사노, 아시하라, 이타미자와, 고미야, 세키자와, 누마히라, 후카야, 야기자와 지역이 오타테촌이 있던 곳이다.

## 역사
- 1942년 4월 1일 - 오스촌과 니타테촌이 합병해 오타테촌이 성립하였다.
- 1956년 9월 30일 - 오타테촌, 이소촌 등 2개 촌이 합병하여 이타테촌이 신설되고, 오타테촌 등은 폐지되었다.

## 행정
- 역대촌장

| 대 | 성명     | 취임         | 퇴임         | 비고 |
| -- | -------- | ------------ | ------------ | ---- |
| 1  | 山田正雄 | 1942. 4. 27. |              |      |
| 2  | 高橋信房 | 1947. 4. 15. | 1956. 9. 29. |      |

## 인구
| 1947년 | 4,994명 |  |
| 1950년 | 5,471명 |  |
| 1955년 | 5,828명 |  |

※국제조사로부터

## 참고 문헌
- 『飯舘村史』第一巻（福島県相馬郡飯舘村、1979年）